# Жданов Віктор Михайлович
Жданов Віктор Михайлович (*1 (14) лютого 1914, с. Штепіно, Бахмутський повіт, Катеринославська губерніїя — †1987, Москва) — видатний вчений вірусолог з світовим ім'ям, організатор науки і охорони здоров'я, заступник Міністра охорони здоров’я СРСР, головний державний санітарний інспектор СРСР (від 1955), академік РАМН .

## Біографія
В. М. Жданов народився у с. Штепіно Бахмутського повіту Катеринославської губернії (нині Святогорівка Покровського району Донецької області) в родині сільського лікаря.
Задатки лідера і дослідника, різнобічні інтереси Віктора Михайловича як особистості проявилися вже в молоді роки. Однокласники згадували, що, збираючись поступати в інститут, він написав підручник для вступників «Основи фізики». Для отримання робочого стажу, який надавав перевагу при вступі до вузу, він кілька місяців працював в артілі вантажників і вже через місяць був обраний бригадиром. Навчаючись на другому курсі Харківського медичного інституту разом з іншими студентами він ставить оперу «Дума про козака Опанаса», виступаючи одночасно в ролі автора і режисера. Його здібності до наукової роботи проявились ще в студентські роки — виконана ним в 19 років робота «Вплив автолізатів тканин на вміст цукру в сироватці крові та еритроцитах» звернула увагу викладачів .
В 1936 році В. М. Жданов закінчив Харківський медичний інститут, після чого протягом 10 років працював військовим лікарем в Забайкальському і Туркестанському військових округах. Ця служба справила великий вплив на його життя — там він познайомився з епідеміологією в польових умовах, а також здобув навички відстоювати свої ідеї перед армійською бюрократією. В той час його головний інтерес полягав в етіології та епідеміології гепатиту.
У 1946—1950 В. М. Жданов завідував лабораторією, а потім Харківським інститутом мікробіології і епідеміології ім. І. І. Мечникова. За сумісництвом в 1948—1950 роках працював доцентом, а потім професором на кафедрі епідеміології Харківського інституту удосконалення лікарів. Захистив докторську дисертацію (1948) .
З 1951 р. працює начальником Головного санітарно-епідеміологічного управління МОЗ СРСР, з 1955 р. – заступник міністра охорони здоров’я СРСР і головний державний інспектор СРСР. У 1951 р. почав працювати в Інституті вірусології ім. Д. Й. Івановського АМН СРСР, де завідував відділом грипу та очолював відділ епідеміології, а від 1961 р. керував інститутом до кінця життя .
З 1960 року — академік АМН СРСР. В 1969 році В. М. Жданов став лауреатом премії ім. Д. Й. Івановського.
Помер В.М. Жданов 14 липня 1987 р. у Москві .

## Наукові досягнення
Наукова діяльність В. М. Жданова була пов’язана з дослідженням вірусних інфекцій (інфекційний гепатит і грип), еволюції інфекційних хвороб, класифікації вірусів з проблем молекулярної біології вірусів. Він керував роботами щодо створення вакцин проти грипу, кору та поліомієліту. У цей період за його керівництвом розроблялися принципи вакцинації проти грипу, вивчалася стійкість вірусу до факторів зовнішнього середовища й перше створювалася система оперативної реєстрації захворюваності на грип в країні. Пізніше за його ініціативи в структурі санітарно-епідеміологічної служби країни з’явилися спеціалізовані вірусологічні лабораторії . 
В.М. Жданов є автором 2500 робіт, з них 1003 статті, 32 монографії, які перекладені 13 мовами світу. Наукові праці, присвячені проблемам епідеміології та вірусології, широко відомі у всьому світі і отримали загальне визнання . За заслуги в галузі класифікації вірусів (монографія «Заразні хвороби людини. Систематика і еволюція» (1953 рік)) його пожиттєво обрали членом Міжднародного комітету з таксономії вірусів. До числа видатних заслуг В. М. Жданова слід віднести розробку науково обґрунтованої програми ліквідації віспи у світі, яка була висунута ним як пропозиція Радянського Союзу на Генеральній Асамблеї ВООЗ в 1958 р. (Резолюція WHA11.54 була прийнята в 1959).
Останні роки життя В. М. Жданов присвятив вивченню ВІЛ-інфекції, яку вважав глобальною проблемою охорони здоров'я. Під його керівництвом були розроблені діагностичні тест-системи, розпочато роботу з отримання генно-інженерної вакцини і моноклональних антитіл. За його активної участі Радянський Союз виступив з ініціативою до ВООЗ про об'єднання зусиль усіх країн у наступі на СНІД.
Під керівництвом вченого підготовлено понад 60 кандидатів і 40 докторів наук. У 1960 році він став дійсним членом АМН СРСР, протягом 4 років (1960-1963) він був головним ученим секретарем Президії академії. Його обрали почесним членом академій наук та наукових товариств 8 країн світу, членом виконкому Всесвітньої організації охорони здоров’я (ВООЗ).

## Звання
• 1948 – доктор 
• 1960 – академік 
• 1969 - лауреат премії ім. Д. Й. Івановського
• 1980 – лауреат премії Державного комітету з науки і техніки при раді Міністрів СРСР
• 1981 – лауреат премії Ради Міністрів СРСР.

## Нагороди та відзнаки
• Орден подвійної голки (1978)
• Почесний диплом «За активное участие в ликвидации оспы на Земле» (1987)